# Алцек
Вижте пояснителната страница за други личности с името Алцек.
Алцѐк (на латински: Alzeco, Alcek, Aldigar, Altsek, Altzek, Alzec, Altsikurs) според Теофан Изповедник е вероятно брат на хан Аспарух и пети син на хан Кубрат, гасталд (княз) в Самниум, живял в Гало Матезе, Сепино, Бояно и Изерния на регион Молизе в Централна Италия.

## Биография
Теофан Изповедник съобщава, че след разпадането на Стара Велика България част от прабългарите, предвождани от най-малкия син на хан Кубрат – Алцек, се заселва в земите на Лангобардското кралство. Павел Дякон отделя място в Historia gentis Langobardorum (гл. 29, кн. 5) на преселването на прабългарите в района на Беневенто: под предводителството на хан Алцек те идват в Италия при краля на лангобардите Гримоалд (662 – 671). Гримоалд прави Алцек гасталд и го изпраща при сина си Ромуалд I в Беневенто, където той се заселва с хората си в Сепино, Бояно и Изерния в регион Молизе. Павел Дякон обаче не дава данни откъде са дошли Алцековите прабългари. Повече сведения за хан Алцек не са открити.
На науката е известен и още един хан Алцек (Alciocus, латинизирана форма на Алцек), който е вожд на прабългарите в състава на Аварския хаганат. Основен източник за тези събития е средновековната „Хроника на Фредегар“. През 631 г. избухва междуособна война между Алцековите прабългари и аварските вождове за престола на хаганата, в която прабългарите са разбити и се преселват в Бавария. Франкският крал Дагоберт I позволява на Алцек да се засели с хората си в тези земи, но дава тайно нареждане на своите командири да избият прабългарите през нощта. Баварците, по това време зависими от франките, в определената нощ ги нападат и избиват. Според хипотезата на немския историк Хайнрих Кунстман намерените през XIII век костни останки на близо 6000 неидентифицирани мъртъвци в гробището при манастира Свети Флориан в провинция Горна Австрия принадлежат именно на тези избити прабългари. Едва 700 от общо 9000-те Алцекови прабългари успяват да се спасят от клането и да преминат през Алпите, след което се заселват в италийските земи. Кралят на лангобардите Гримоалд прави Алцек гасталд (губернатор) и го изпраща при сина си Ромоалд I в Беневенто, където в 668 г. се установяват в Сепино, Бояно и Изерния. Тази малка група прабългари се заселва в т. нар. Пентаполис между Венеция и Равена, а по-късно отива още по̀ на юг в Кампания, в района между Бари и Метапонт срещу о-в Сицилия. Макар и приели италианския език прабългарските благородници запазват съзнанието за народностния си произход. В Средновековието техните феодални владения са наричани булгарии, а много от самите феодали се именуват Булгаро и пазят това си име.
Прабългарите на Алцек населяват и създават градовете Сепинум (Сепино), Бовианум (Бояно) и Езерния в регион Молизе. И до днес топонимите в тази италианска област са свързани с тях. Според Павел Дякон през VIII век те все още говорят на своя език, въпреки че използват и латински. Тук населението има носии, някои обичаи, гайди и отделни думи като прабългарските. Във Вичене – подселище на Кампокиаро през 1987 – 2007 г. е открит и проучен голям прабългарски некропол с гроба на Алцек, находките от които се съхраняват в музея в град Кампобасо. В град Челе ди Булгерия на 8 юни 2016 г. е открит паметник на кан Алцек, дело на българския скулптор Дишко Дишков.